# Telipogon

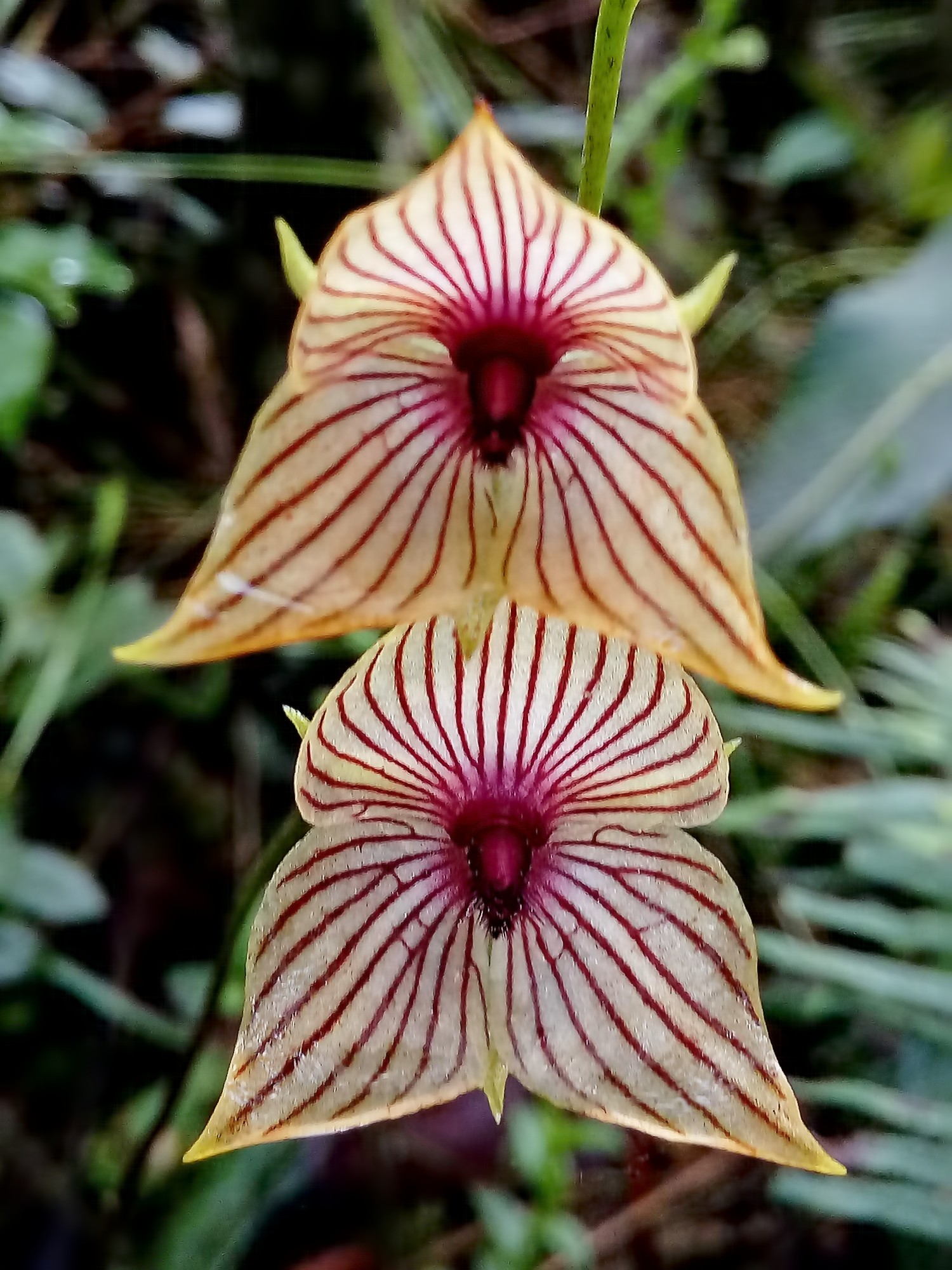
Telipogon nervosus

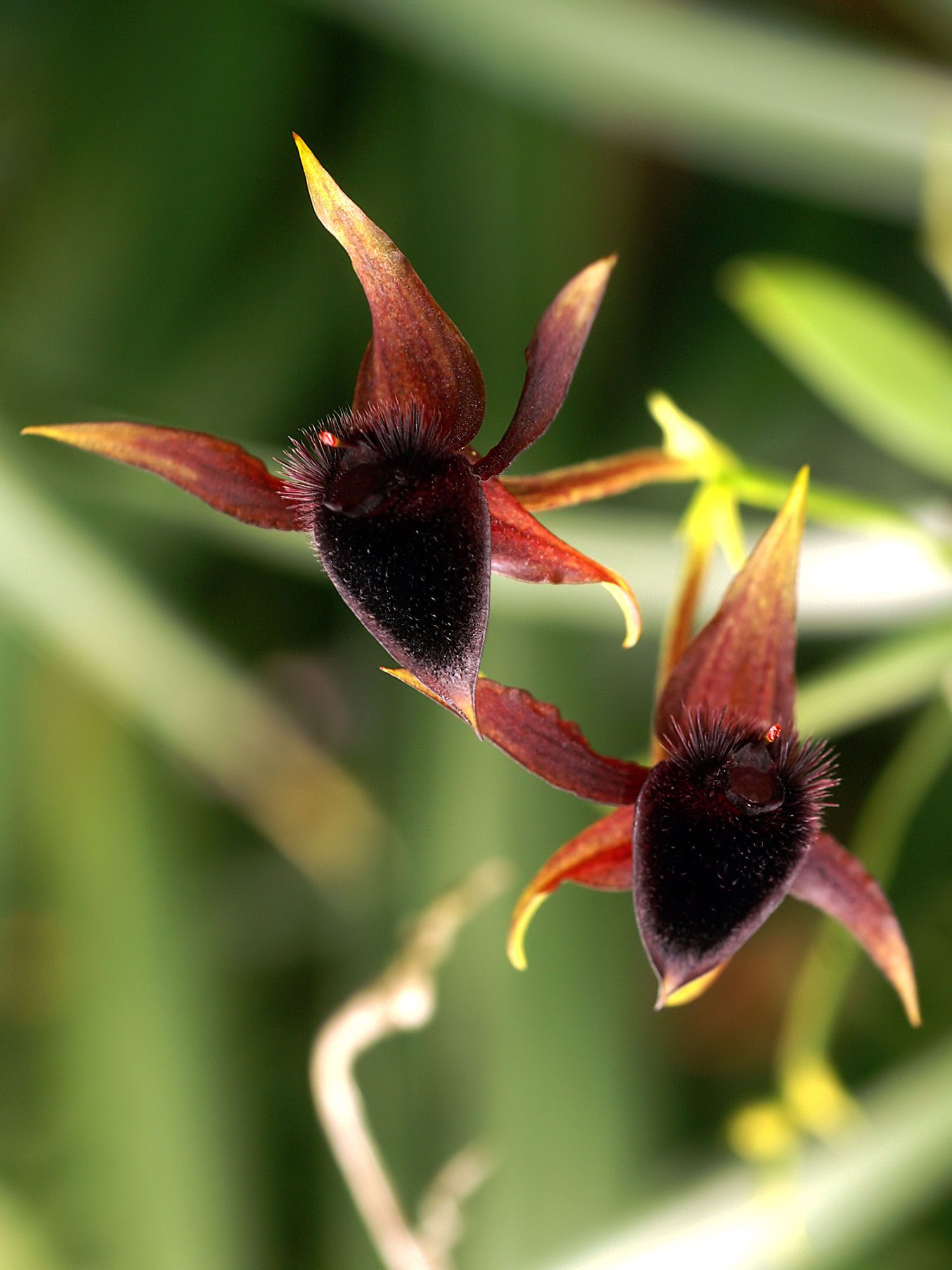
Telipogon falcatus

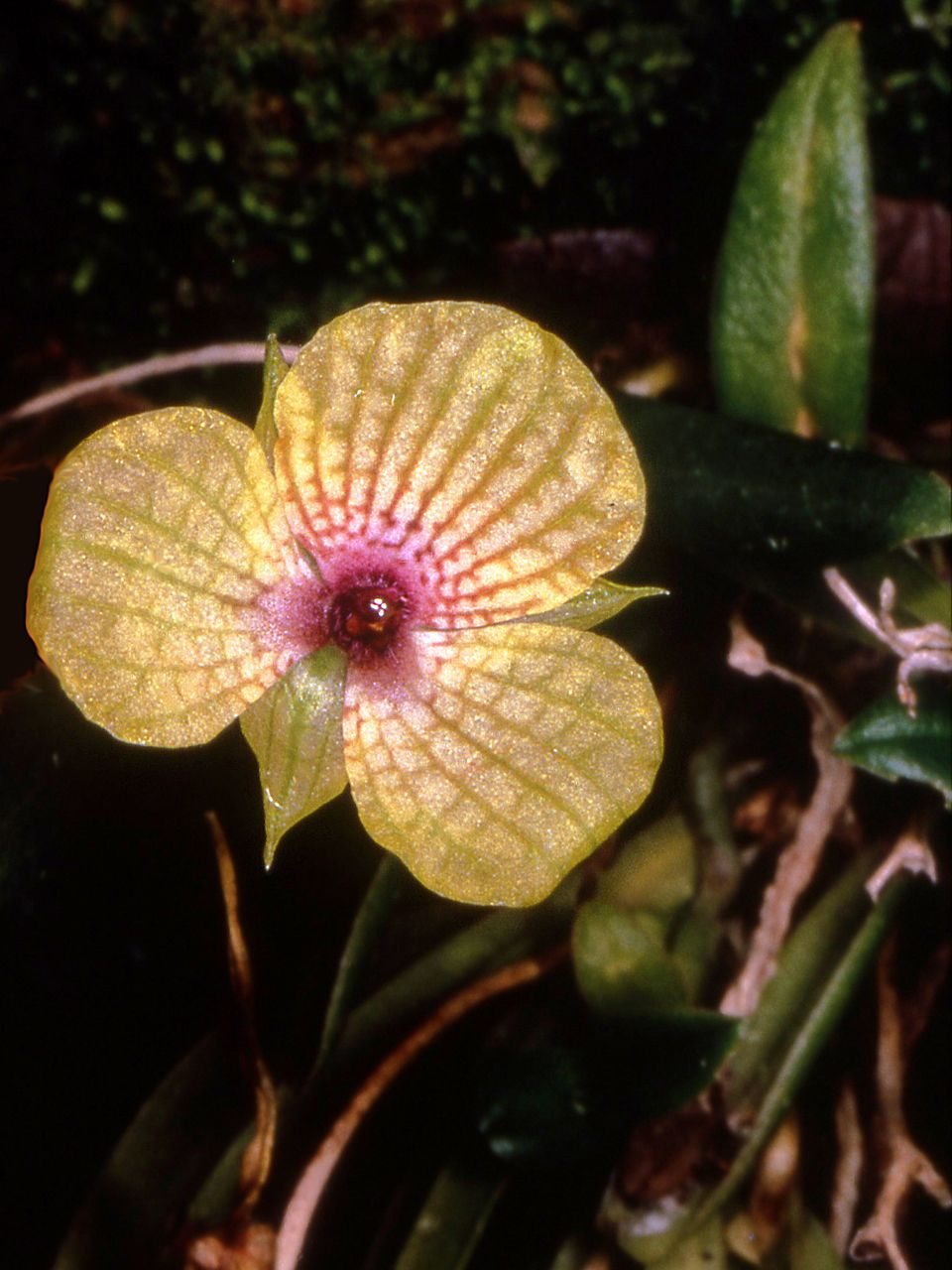
Telipogon antioquianus

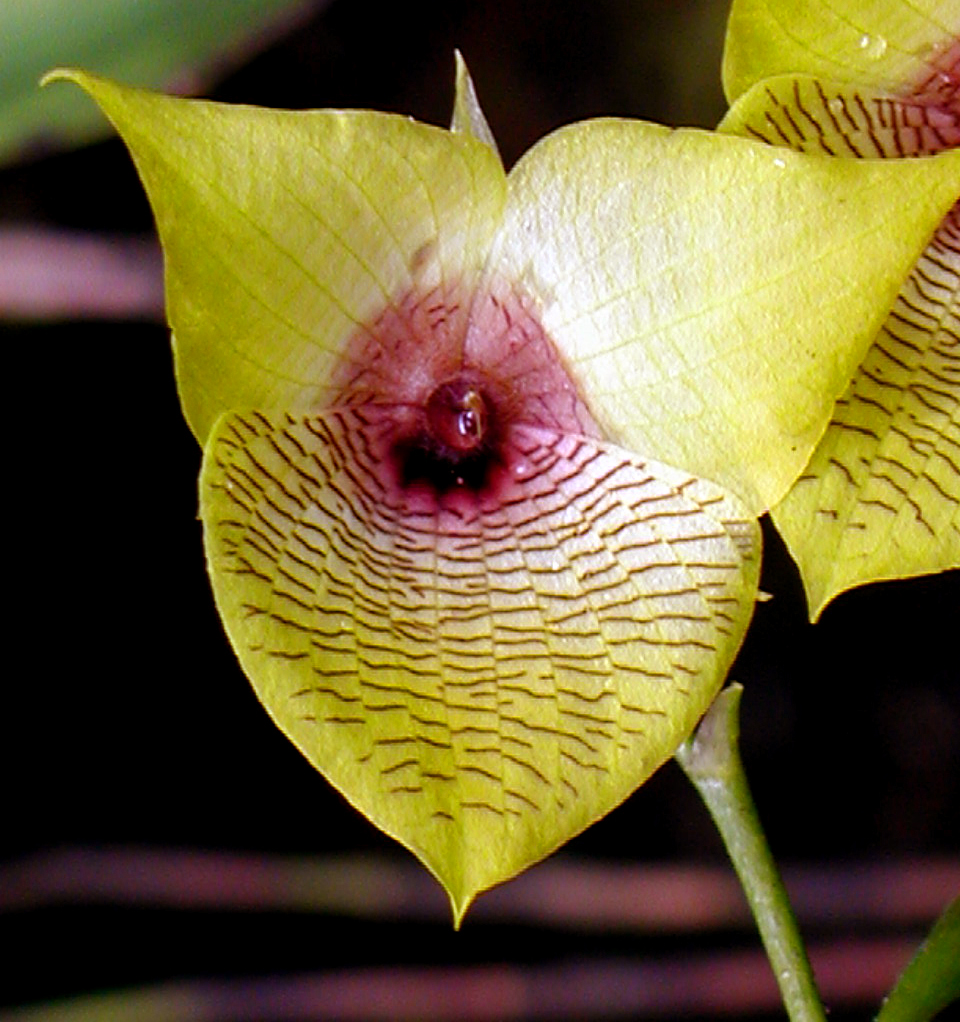
Telipogon bowmanii

Telipogon – rodzaj roślin z rodziny storczykowatych (Orchidaceae). Obejmuje 247 gatunków. Rośliny występują w Ameryce Północnej, Środkowej i Południowej w takich krajach jak: Boliwia, Kolumbia, Kostaryka, Dominikana, Gwatemala, Ekwador, Haiti, Meksyk, Nikaragua, Panama, Peru, Wenezuela.

## Systematyka
Rodzaj sklasyfikowany do podplemienia Oncidiinae w plemieniu Cymbidieae, podrodzina epidendronowe (Epidendroideae), rodzina storczykowate (Orchidaceae), rząd szparagowce (Asparagales) w obrębie roślin jednoliściennych.
Wykaz gatunków
- Telipogon acicularis (Dressler) N.H.Williams & Dressler
- Telipogon albertii Rchb.f.
- Telipogon alegriae D.E.Benn. & Christenson
- Telipogon alexii N.H.Williams & Dressler
- Telipogon alticola (Dodson & R.Escobar) N.H.Williams & Dressler
- Telipogon alvarezii P.Ortiz
- Telipogon amoanus Bogarín
- Telipogon ampliflorus C.Schweinf.
- Telipogon anacristinae (Pupulin) N.H.Williams & Dressler
- Telipogon andicola Rchb.f.
- Telipogon andreetae Dodson & Hirtz
- Telipogon antioquianus Rchb.f.
- Telipogon antisuyuensis Nauray & A.Galán
- Telipogon antonietae D.E.Benn. & Ric.Fernández
- Telipogon ardeltianus Braas
- Telipogon ariasii Dodson & D.E.Benn.
- Telipogon astroglossus Rchb.f.
- Telipogon asuayanus Rchb.f.
- Telipogon atropurpurea D.E.Benn. & Ric.Fernández
- Telipogon aureus Lindl.
- Telipogon auriculatus D.E.Benn. & Christenson
- Telipogon auritus Rchb.f.
- Telipogon australis Dodson & Hirtz
- Telipogon austroperuvianus Nauray & A.Galán
- Telipogon ballesteroi Dodson & R.Escobar
- Telipogon barbozae (J.T.Atwood & Dressler) N.H.Williams & Dressler
- Telipogon benedicti Rchb.f.
- Telipogon bennettii (Dodson & R.Escobar) N.H.Williams & Dressler
- Telipogon bergoldii (Garay & Dunst.) Senghas & Lückel
- Telipogon berthae P.Ortiz
- Telipogon biolleyi Schltr.
- Telipogon boissierianus Rchb.f.
- Telipogon boliviensis (R.Vásquez & Dodson) N.H.Williams & Dressler
- Telipogon bombiformis Dressler
- Telipogon bota-caucanensis Uribe Vélez & Sauleda
- Telipogon bowmanii Rchb.f.
- Telipogon boylei (J.T.Atwood) N.H.Williams & Dressler
- Telipogon bullpenensis (J.T.Atwood) N.H.Williams & Dressler
- Telipogon butcheri Dodson & R.Escobar
- Telipogon butchii N.H.Williams & Dressler
- Telipogon calueri N.H.Williams & Dressler
- Telipogon camargoi Szlach. & Kolan.
- Telipogon campbelliorum (J.T.Atwood) N.H.Williams & Dressler
- Telipogon campoverdei D.E.Benn. & Ric.Fernández
- Telipogon caroliae Dodson & R.Escobar
- Telipogon casadevalliae Nauray, A.Galán & Mamani
- Telipogon cascajalensis Dodson & R.Escobar
- Telipogon caucanus Schltr.
- Telipogon caulescens Dressler
- Telipogon chachapoyensis C.Martel & Collantes
- Telipogon chiriquensis Dodson & R.Escobar
- Telipogon christobalensis Kraenzl.
- Telipogon chrysocrates Rchb.f.
- Telipogon cobanensis Archila & Sosa
- Telipogon collantesii D.E.Benn. & Christenson
- Telipogon corticatus Amezcua-Trigos & Sosa
- Telipogon costaricensis Schltr.
- Telipogon cotapatensis I.Jiménez
- Telipogon cristinae P.Ortiz
- Telipogon cundinamarcae Szlach. & Kolan.
- Telipogon cuyujensis Dodson
- Telipogon dalstromii Dodson
- Telipogon davidsonii D.E.Benn. & Christenson
- Telipogon dendriticus Rchb.f.
- Telipogon deuterocuscoensis J.M.H.Shaw
- Telipogon diabolicus Kolan., Szlach. & Medina Tr.
- Telipogon distantiflorus (Ames & C.Schweinf.) N.H.Williams & Dressler
- Telipogon dodsonii Braas
- Telipogon dubius Rchb.f.
- Telipogon eberhardtii Braas
- Telipogon ecuadorensis Schltr.
- Telipogon elcimeyae Braas & Horich
- Telipogon elizabethiae Iturralde, Baquero & C.Martel
- Telipogon embreei N.H.Williams & Dressler
- Telipogon erratus (Dressler) N.H.Williams & Dressler
- Telipogon esperanzae P.Ortiz
- Telipogon falcatus Linden & Rchb.f.
- Telipogon farfanii Nauray & A.Galán
- Telipogon felinus Rchb.f.
- Telipogon fortunae (Dressler) N.H.Williams & Dressler
- Telipogon fractus Dressler
- Telipogon fritillum Rchb.f. & Warsz.
- Telipogon frymirei Dodson
- Telipogon genegeorgei D.E.Benn. & Ric.Fernández
- Telipogon glicensteinii Dodson & R.Escobar
- Telipogon gnomus Schltr.
- Telipogon gracilipes Schltr.
- Telipogon gracilis Schltr.
- Telipogon griesbeckii Dressler
- Telipogon guacamayensis Dodson & R.Escobar
- Telipogon guila Dodson & R.Escobar
- Telipogon gymnostele Rchb.f.
- Telipogon hagsateri Dodson & R.Escobar
- Telipogon hartwegii Rchb.f.
- Telipogon hastatus Rchb.f.
- Telipogon hauschildianus Braas
- Telipogon hausmannianus Rchb.f.
- Telipogon heinrichsii O.Pérez & C.Martel
- Telipogon helleri (L.O.Williams) N.H.Williams & Dressler
- Telipogon hemimelas Rchb.f.
- Telipogon hercules Rchb.f. ex Kraenzl.
- Telipogon hirtzii Dodson & R.Escobar
- Telipogon hoppii Schltr.
- Telipogon huancavelicanus Collantes & C.Martel
- Telipogon humboldtiana H.Medina, J.Portilla & Hirtz
- Telipogon hutchisonii Dodson & D.E.Benn.
- Telipogon hystrix (Dodson) N.H.Williams & Dressler
- Telipogon ibischii (R.Vásquez) N.H.Williams & Dressler
- Telipogon immaculatus Christenson
- Telipogon intis Braas
- Telipogon ionopogon Rchb.f.
- Telipogon isabelae Dodson & Hirtz
- Telipogon jimburensis Dodson & R.Escobar
- Telipogon jostii (Dodson) N.H.Williams & Dressler
- Telipogon juan-torrezii I.Jimenéz
- Telipogon jucusbambae Dodson & R.Escobar
- Telipogon kalbreyerianus Kraenzl.
- Telipogon karsteae Dodson & Ed.Sánchez
- Telipogon klotzscheanus Rchb.f.
- Telipogon koechliniorum Collantes & C.Martel
- Telipogon kukwae (Szlach. & Mytnik) J.M.H.Shaw
- Telipogon lagunae Schltr.
- Telipogon lankesteri Ames
- Telipogon latialatus (Kolan., Medina Tr. & Lipinska) C.Martel
- Telipogon latifolius Kunth
- Telipogon lehmannii Schltr.
- Telipogon leila-alexandrae Braas
- Telipogon loxensis Dodson & Hirtz
- Telipogon lueri Dodson & D.E.Benn.
- Telipogon machupicchuensis Nauray & Christenson
- Telipogon macroglottis Rchb.f.
- Telipogon maduroi Dressler
- Telipogon maldonadoensis Dodson & R.Escobar
- Telipogon mariae P.Ortiz
- Telipogon marleneae Nauray & A.Galán
- Telipogon mayoi Reina-Rodr. & C.Martel
- Telipogon medusae Dressler
- Telipogon mendiolae Dodson & D.E.Benn.
- Telipogon mesotropicalis Nauray & A.Galán
- Telipogon microglossus (Schltr.) N.H.Williams & Dressler
- Telipogon minutiflorus Kraenzl.
- Telipogon monteverdensis (J.T.Atwood) N.H.Williams & Dressler
- Telipogon monticola L.O.Williams
- Telipogon montufariana H.Medina, J.Portilla & Hirtz
- Telipogon morganiae (Dodson) N.H.Williams & Dressler
- Telipogon morii (Dressler) N.H.Williams & Dressler
- Telipogon musaicus Rchb.f.
- Telipogon neovasquezii J.M.H.Shaw
- Telipogon nervosus (L.) Druce
- Telipogon nigropurpureus P.Ortiz
- Telipogon nirii Ackerman
- Telipogon nitens Rchb.f.
- Telipogon nobilis Dressler
- Telipogon nunezii Dressler
- Telipogon obovatus Lindl.
- Telipogon ochraceus Garay
- Telipogon octavioi Dodson & R.Escobar
- Telipogon oliganthus I.Jimenéz
- Telipogon olmosii Dressler
- Telipogon ortizii Dodson & R.Escobar
- Telipogon ospinae Dodson & R.Escobar
- Telipogon pachensis Rchb.f.
- Telipogon pampatamboensis (Dodson & R.Vásquez) N.H.Williams & Dressler
- Telipogon pamplonensis Rchb.f.
- Telipogon panamensis Dodson & R.Escobar
- Telipogon papilio Rchb.f. & Warsz.
- Telipogon parvulus C.Schweinf.
- Telipogon pastoanus Schltr.
- Telipogon patinii Rchb.f.
- Telipogon paucartambensis Farfán, Nauray & A.Galán
- Telipogon penningtonii Dodson & R.Escobar
- Telipogon perlobatus (Senghas) N.H.Williams & Dressler
- Telipogon personatus Dressler
- Telipogon peruvianus T.Hashim.
- Telipogon pfavii Schltr.
- Telipogon phalaena Rchb.f. ex Kraenzl.
- Telipogon phalaenopsis Braas
- Telipogon phuyupatamarcensis W.Galiano, P.Nuñez & Tupayachi
- Telipogon piyacnuensis D.E.Benn. & Christenson
- Telipogon pogonostalix Rchb.f.
- Telipogon polymerus Rchb.f.
- Telipogon polyneuros Rchb.f. ex Kraenzl.
- Telipogon polyrrhizus Rchb.f.
- Telipogon portillae Christenson
- Telipogon portilloi Dodson & R.Escobar
- Telipogon povedanus P.Ortiz
- Telipogon pseudobulbosus (D.E.Benn. & Christenson) N.H.Williams & Dressler
- Telipogon pubescens I.Jimenéz
- Telipogon pulcher Rchb.f.
- Telipogon puruantensis Dodson & R.Escobar
- Telipogon putumayensis Dodson & R.Escobar
- Telipogon radiatus Rchb.f.
- Telipogon ramiro-medinae Szlach., Kolan. & Lipinska
- Telipogon retanarum Dodson & R.Escobar
- Telipogon reticulatus Dressler
- Telipogon reventadorensis N.H.Williams & Dressler
- Telipogon rhombipetalus C.Schweinf.
- Telipogon roberti N.H.Williams & Dressler
- Telipogon roezlii Rchb.f.
- Telipogon roseus Garay
- Telipogon rotundilabia Szlach. & Kolan.
- Telipogon salamancae Szlach. & Kolan.
- Telipogon salinasiae Farfán & Moretz
- Telipogon sanchezii Dodson & Hirtz
- Telipogon santiagocastroviejoi Nauray, A.Galán & R.Farfán
- Telipogon sarae Baquero & Fortunato
- Telipogon saraguroensis Dodson & Ed.Sánchez
- Telipogon sayakoae D.E.Benn. & Christenson
- Telipogon schmidtchenii Rchb.f. ex Kraenzl.
- Telipogon schneideri Szlach. & Kolan.
- Telipogon seibertii Dodson & R.Escobar
- Telipogon selbyanus N.H.Williams & Dressler
- Telipogon semipictus Rchb.f. ex Kraenzl.
- Telipogon setosus Ames
- Telipogon sibundoyensis Szlach., Kolan. & Medina Tr.
- Telipogon smaragdinus (Pupulin & M.A.Blanco) N.H.Williams & Dressler
- Telipogon sonia-juaniorum Zambrano, Bogarín & Solano
- Telipogon standleyi Ames
- Telipogon steinii Dodson & R.Escobar
- Telipogon stinae Dodson & Dalström
- Telipogon storkii Ames & C.Schweinf.
- Telipogon suarezii D.E.Benn. & Christenson
- Telipogon szmitii Szlach., Mytnik & Baranow
- Telipogon tabanensis Dodson & R.Escobar
- Telipogon tachirensis Szlach., Kolan. & Lipinska
- Telipogon tamboensis Dodson & Hirtz
- Telipogon tayacajaensis D.E.Benn. & Christenson
- Telipogon tesselatus Lindl.
- Telipogon thomasii Dodson & R.Escobar
- Telipogon tsipiriensis (Pupulin) N.H.Williams & Dressler
- Telipogon tungurahuae Dodson & R.Escobar
- Telipogon tupayachii Nauray & A.Galán
- Telipogon urceolatus C.Schweinf.
- Telipogon uribei P.Ortiz
- Telipogon uribevelezii Sauleda & Szlach.
- Telipogon valenciae Dodson & R.Escobar
- Telipogon vampyrus Braas & Horich
- Telipogon vasquezii Dodson
- Telipogon ventaquemadensis Szlach., Kolan. & Lipinska
- Telipogon venustus Schltr.
- Telipogon vieirae Dodson & R.Escobar
- Telipogon vollesii Dodson & R.Escobar
- Telipogon vulcanicus Dodson & Hirtz
- Telipogon wallisii Rchb.f.
- Telipogon williamsii P.Ortiz
- Telipogon yolandae P.Ortiz
- Telipogon zephyrinus Rchb.f.